# Perspectives des ruines de la ville de Bruxelles
Perspectieven van de ruïnes in de stad Brussel is een twaalfdelige prentenreeks gemaakt door Augustin Coppens na het Bombardement op Brussel van 1695. De volledige Franse titel is Perspectives des ruines de la ville de Bruxelles designées au naturel par Augustin Coppens 1695. Coppens maakte schetsen van zijn vernielde geboortestad en werkte ze uit tot elf prentontwerpen plus een allegorisch titelblad. Zes van zijn tekeningen (inclusief het titelblad) graveerde hij zelf, voor de andere zes deed hij een beroep op zijn stadsgenoot Richard van Orley. Pieter Schenk etste later een repliek onder de titel Ruinae Bruxellenses. De reeks van Coppens kende groot succes en vormt een belangrijke historische getuigenis over de impact van het Franse bombardement. 

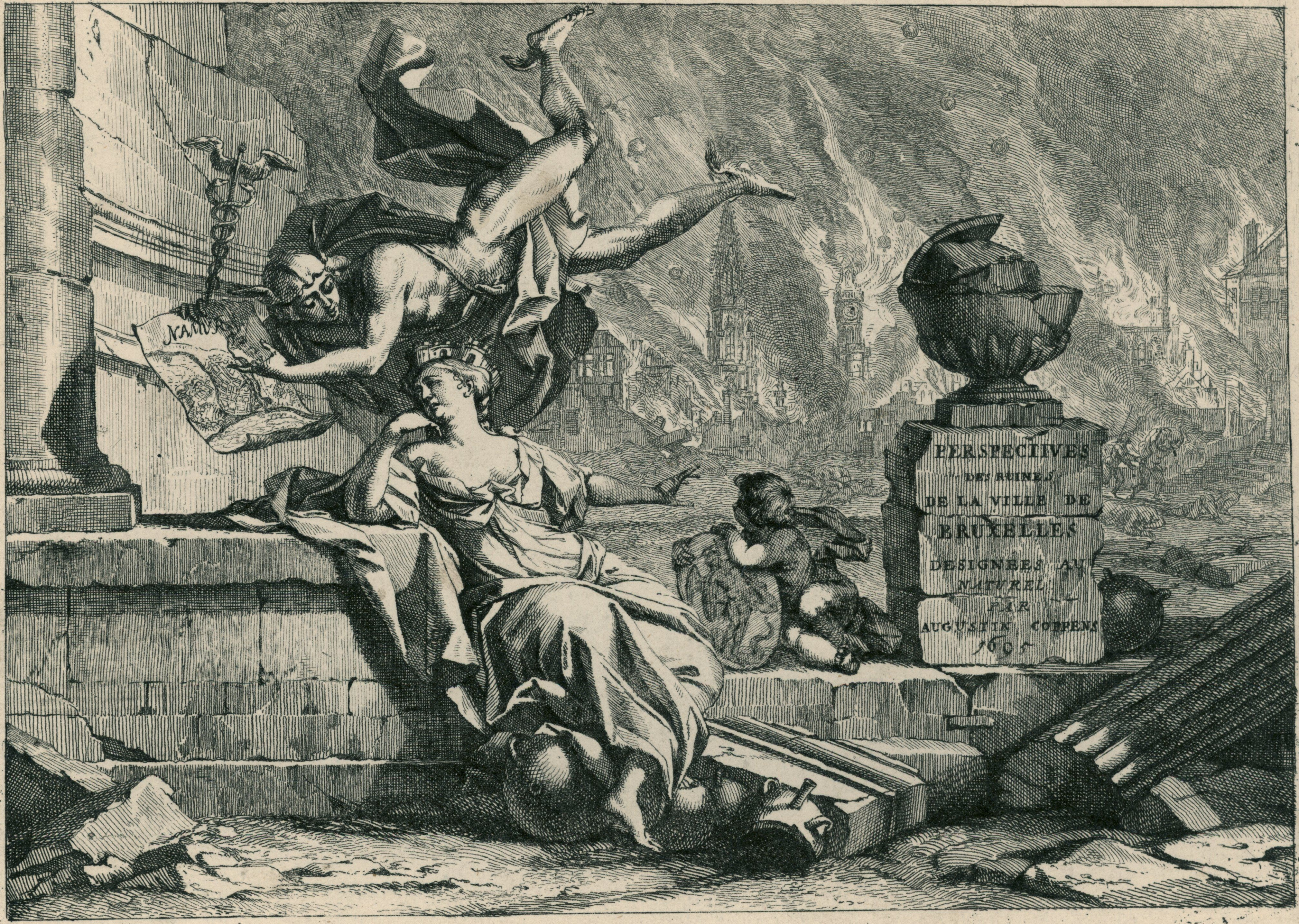
Mercurius probeert de stedenmaagd van Brussel te troosten met het nieuws van de verovering van Namen. Op de achtergrond de brandende stad.
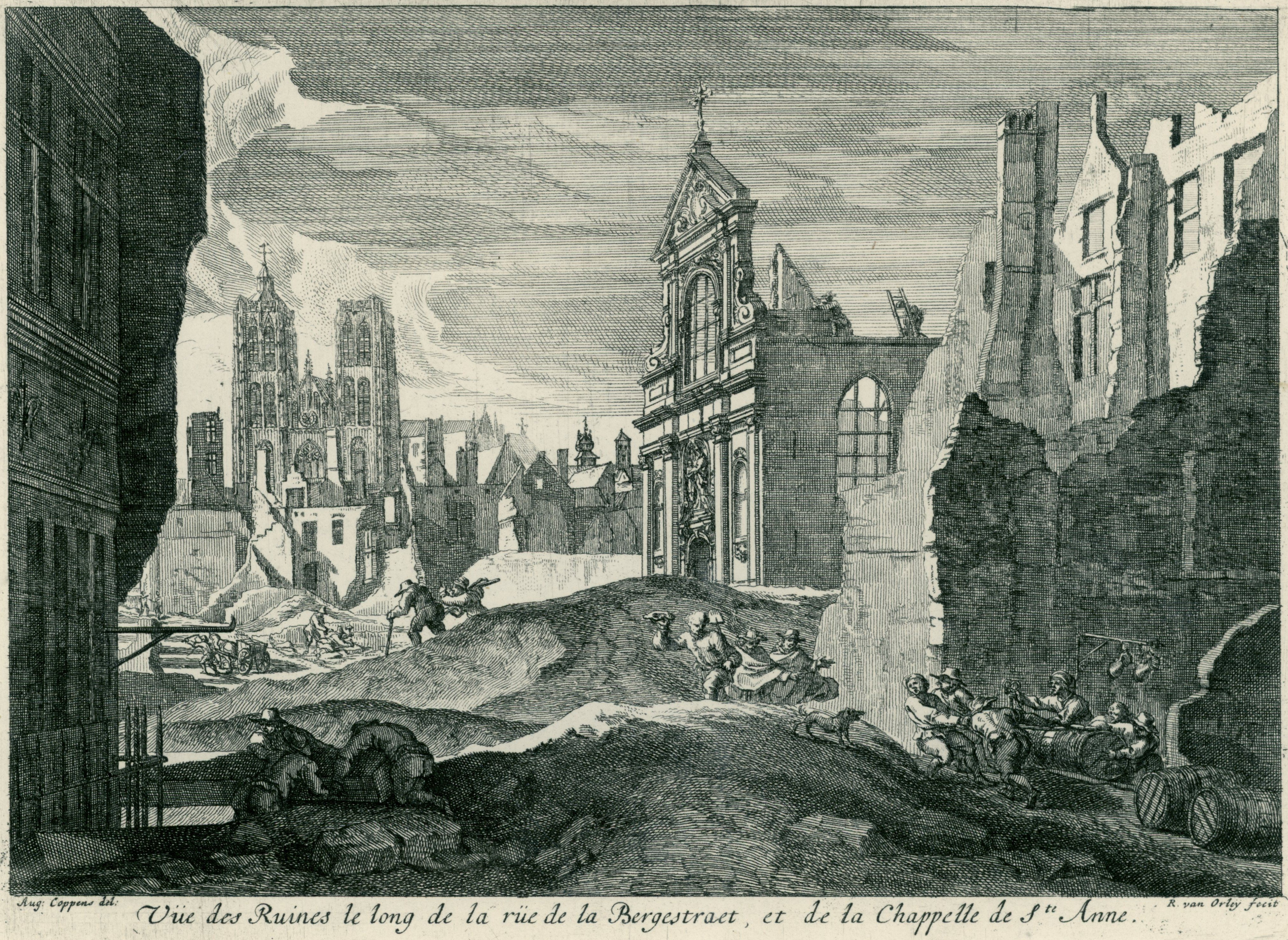
De vernielde Bergestraete met de Sint-Annakapel, waarvan enkel de muren nog rechtstaan. De hoger gelegen Sint-Michielskerk is gespaard.
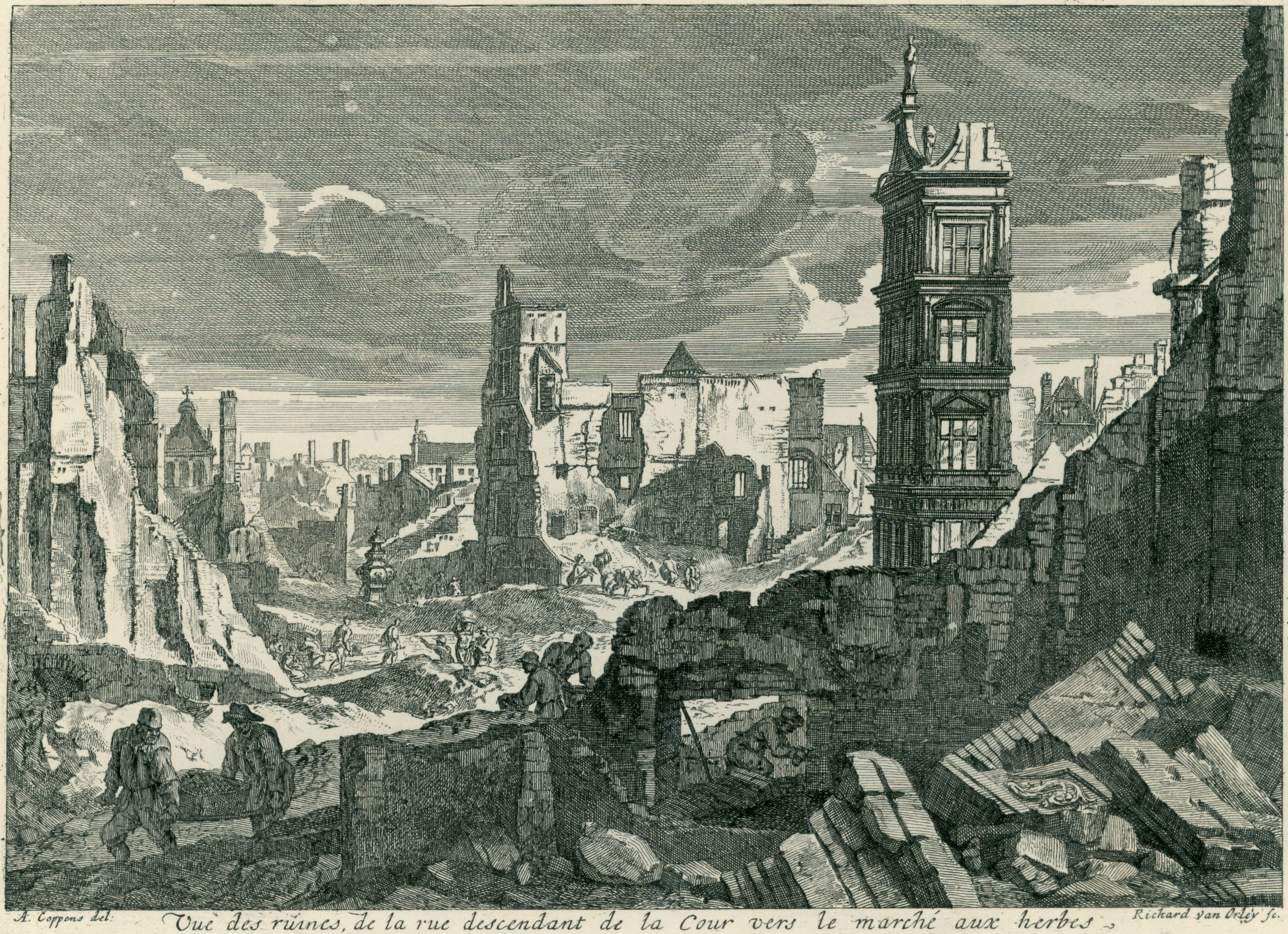
Zicht van de Koudenberg richting Grasmarkt.
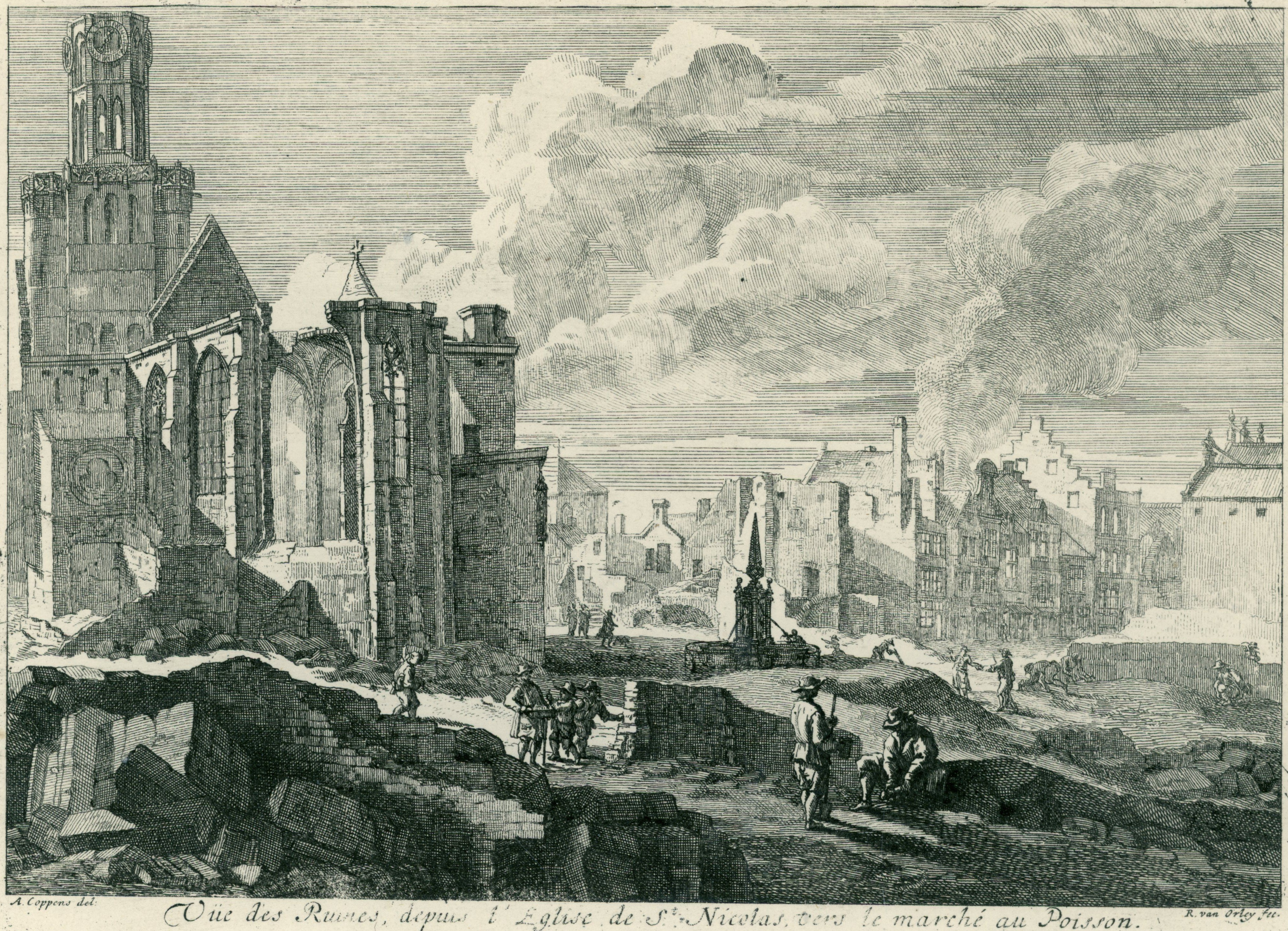
De Sint-Niklaaskerk en de (oude) Vismarkt. De toren, die dienst deed als belfort, heeft het bombardement beter overleefd dan het kerkschip. In het midden is de Fontein van de Drie Godinnen zichtbaar.
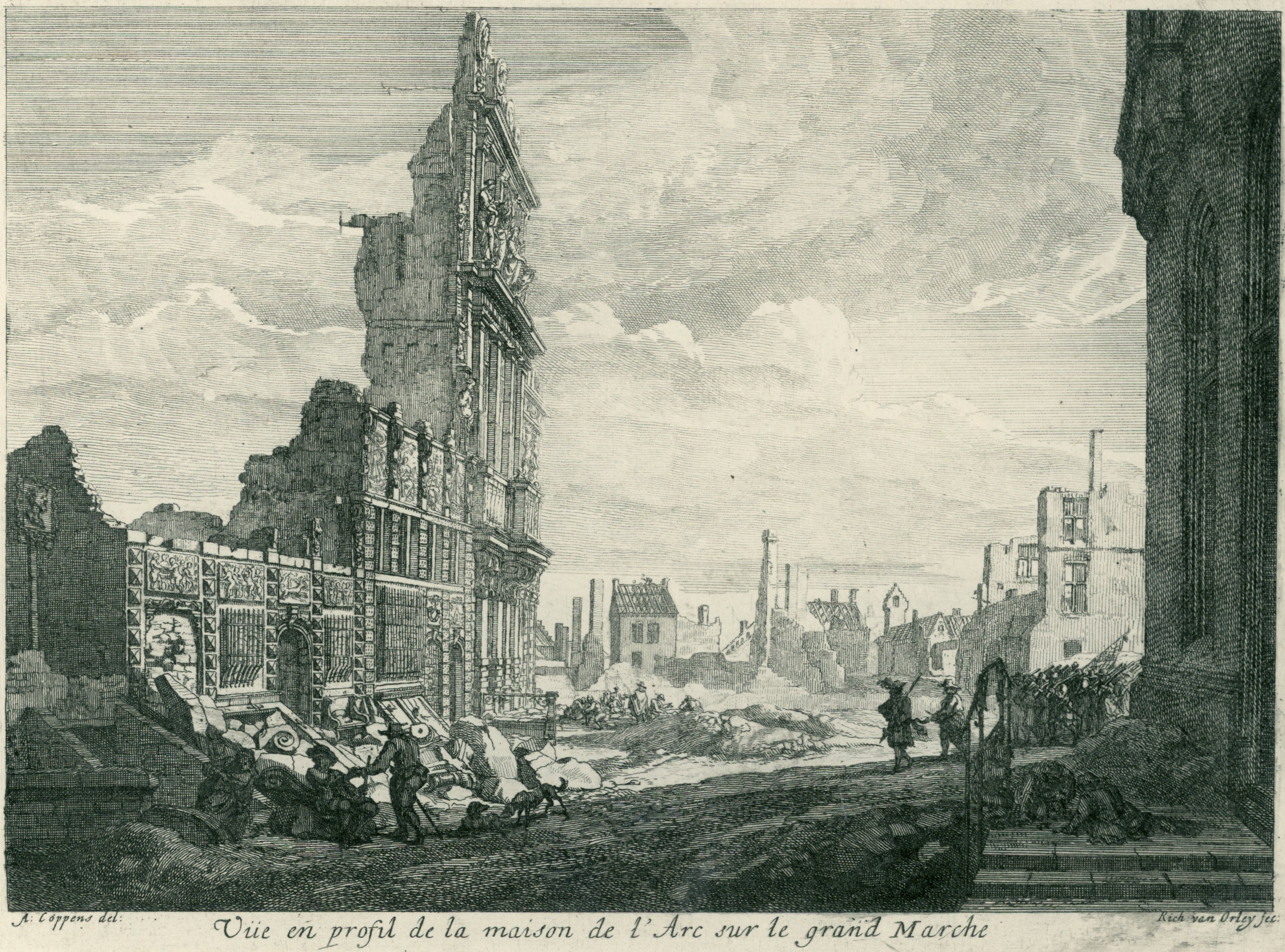
Zicht op de Grote Markt, waar enkel de gevel van Den Wolf nog min of meer overeind staat (het huis van de Handboogschutters).
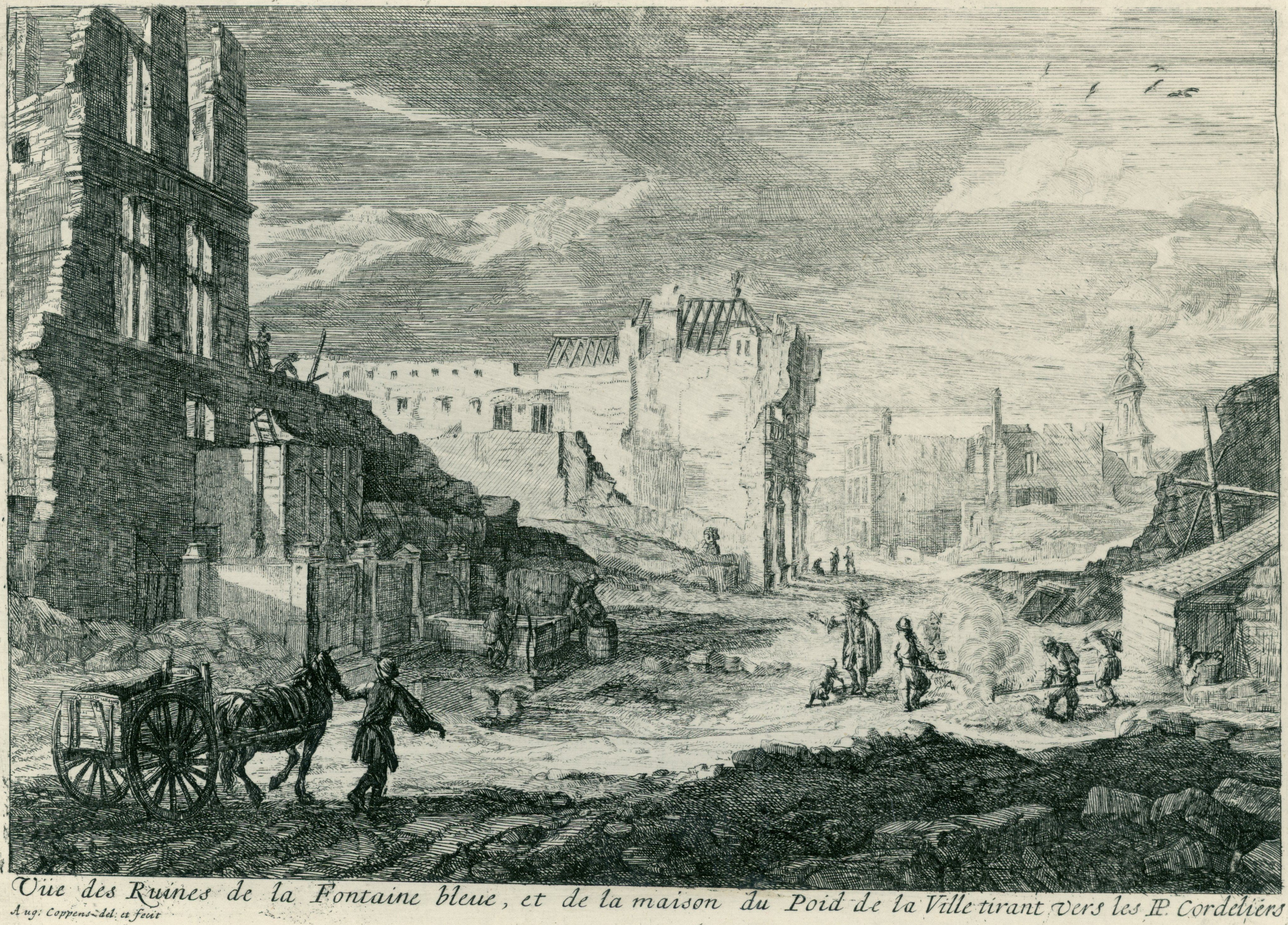
Ruïnes van fontein Den Spauwer en de stadswaag in de Steenstraat, richting minderbroederklooster.
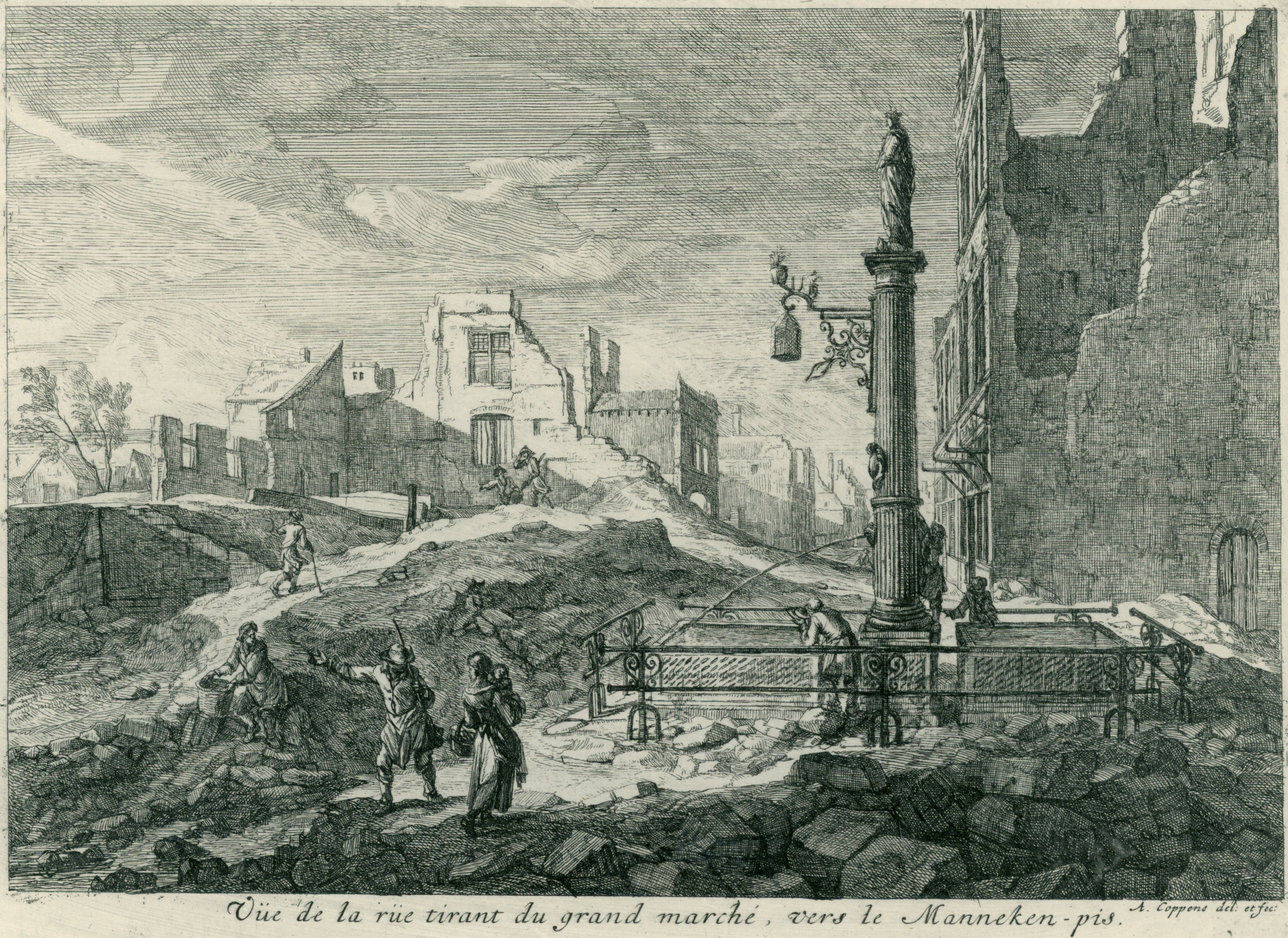
Zicht van de Grote Markt richting Manneken Pis.
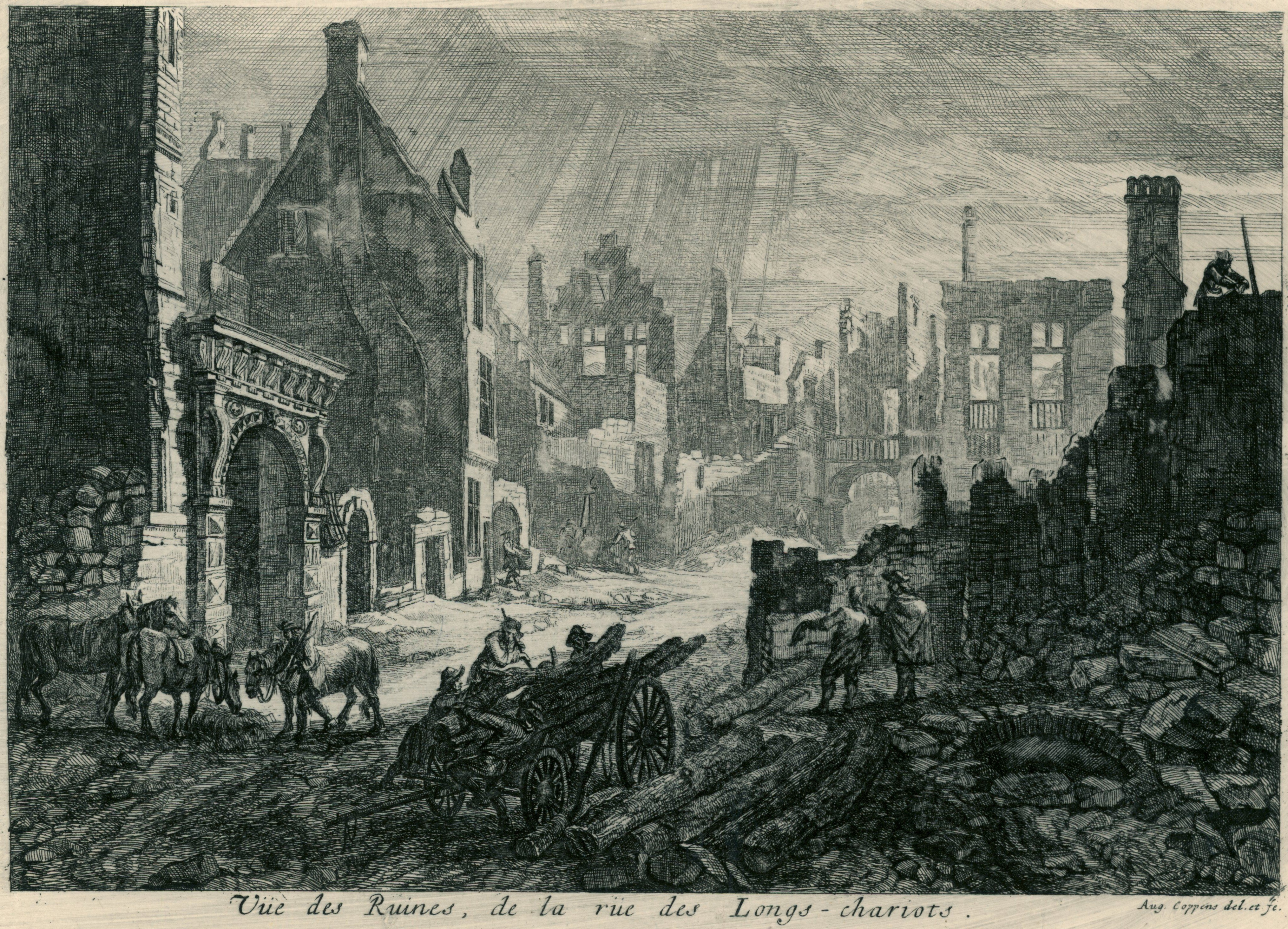
Zicht op de Lange Wagenstraat in de Putterijwijk.
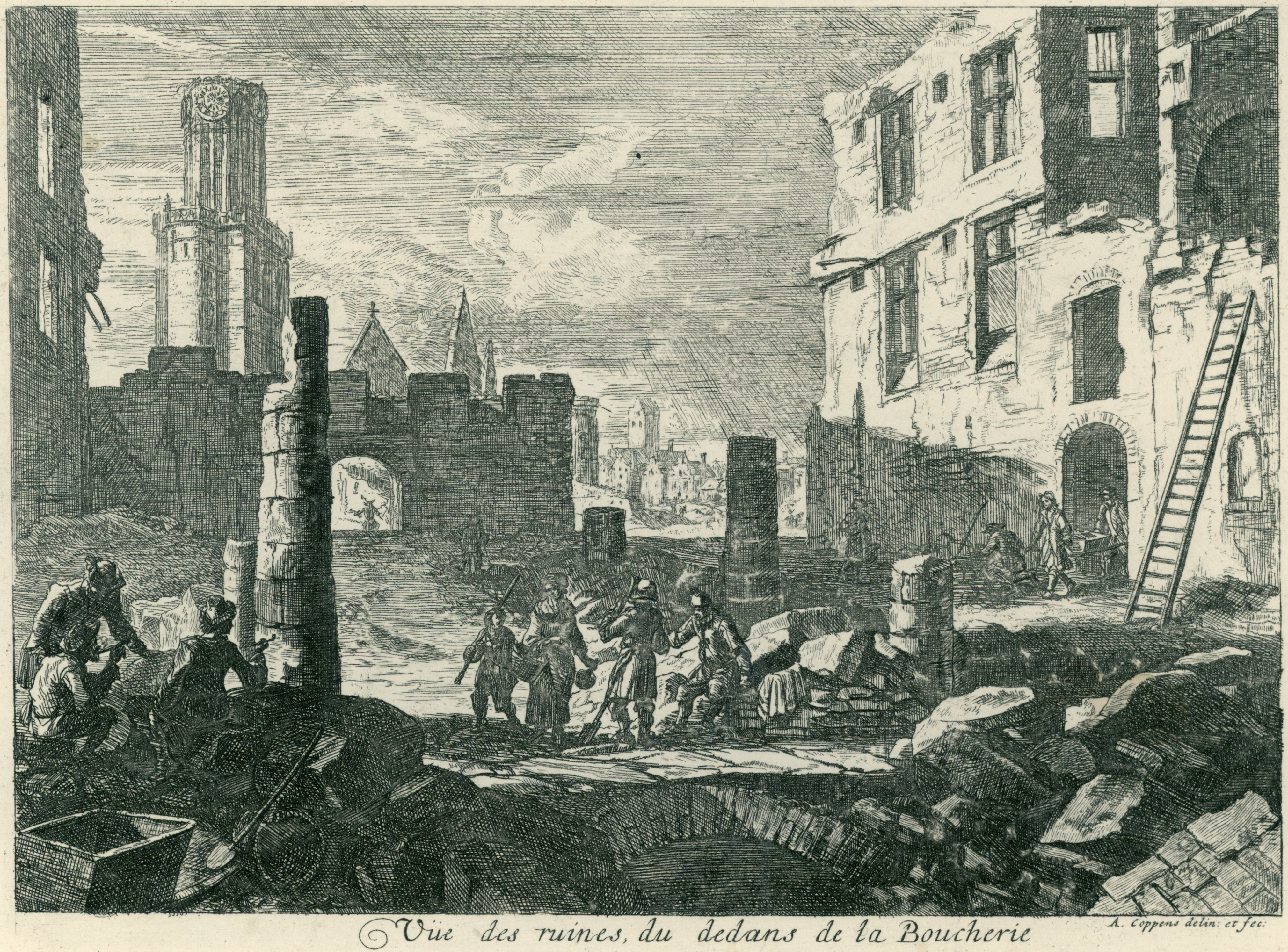
Zicht vanuit het vernielde Vleeshuis op de belforttoren van de Sint-Niklaaskerk.
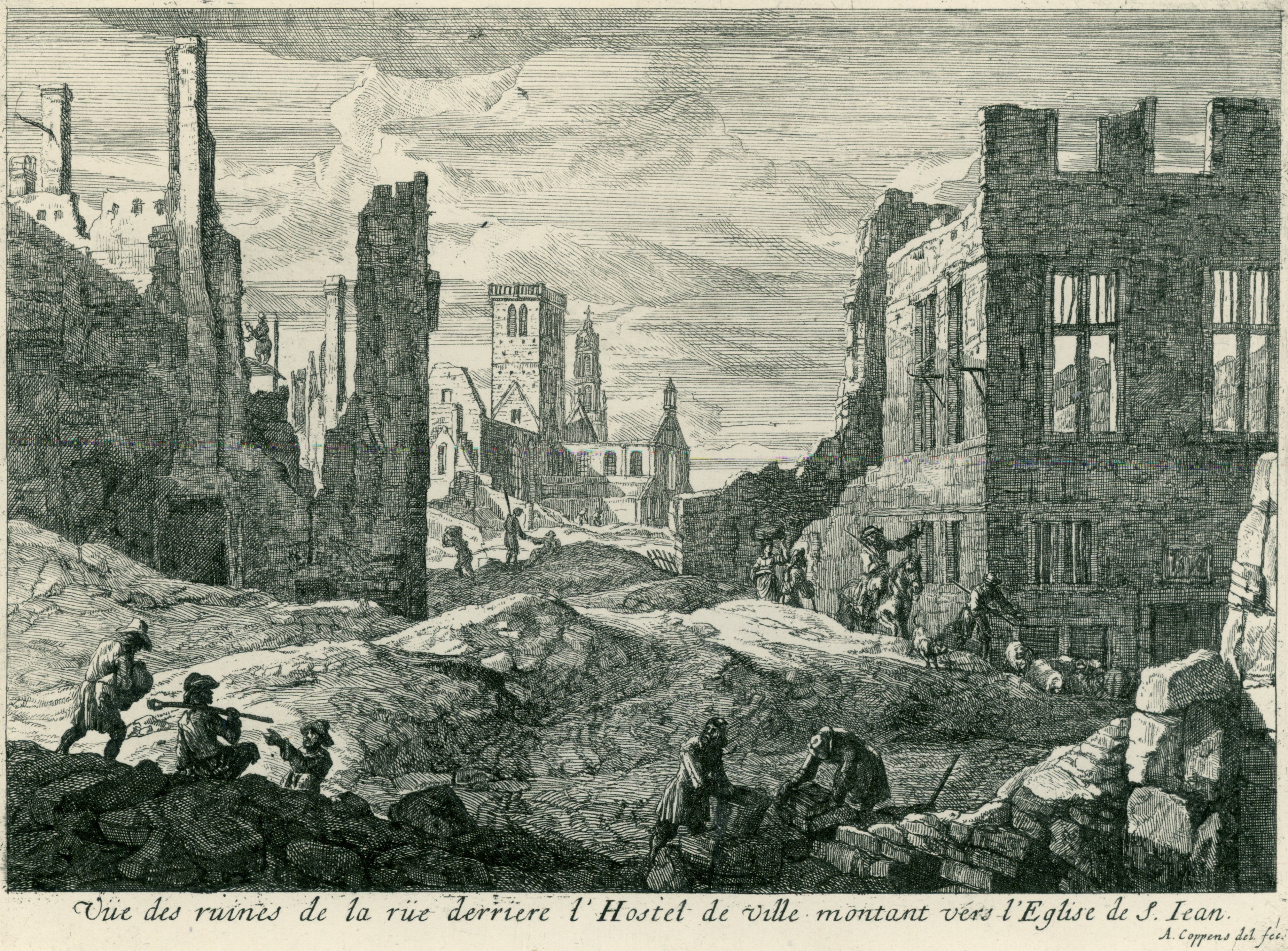
Zicht achter het stadhuis naar de kerk van het Sint-Jansgasthuis.
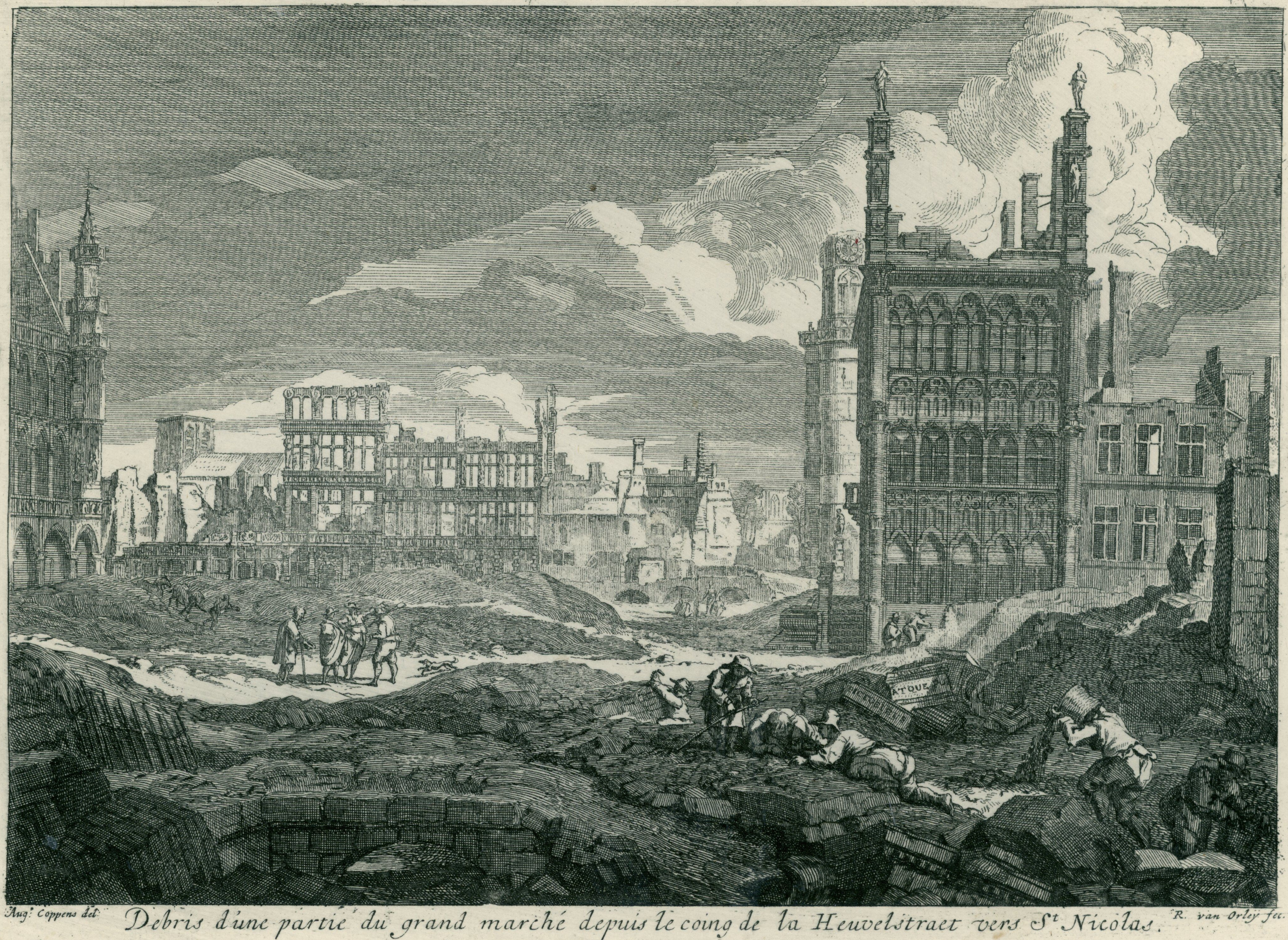
De Grote Markt met links het stadhuis en rechts het Broodhuis, dat nog net de belforttoren zichtbaar laat.
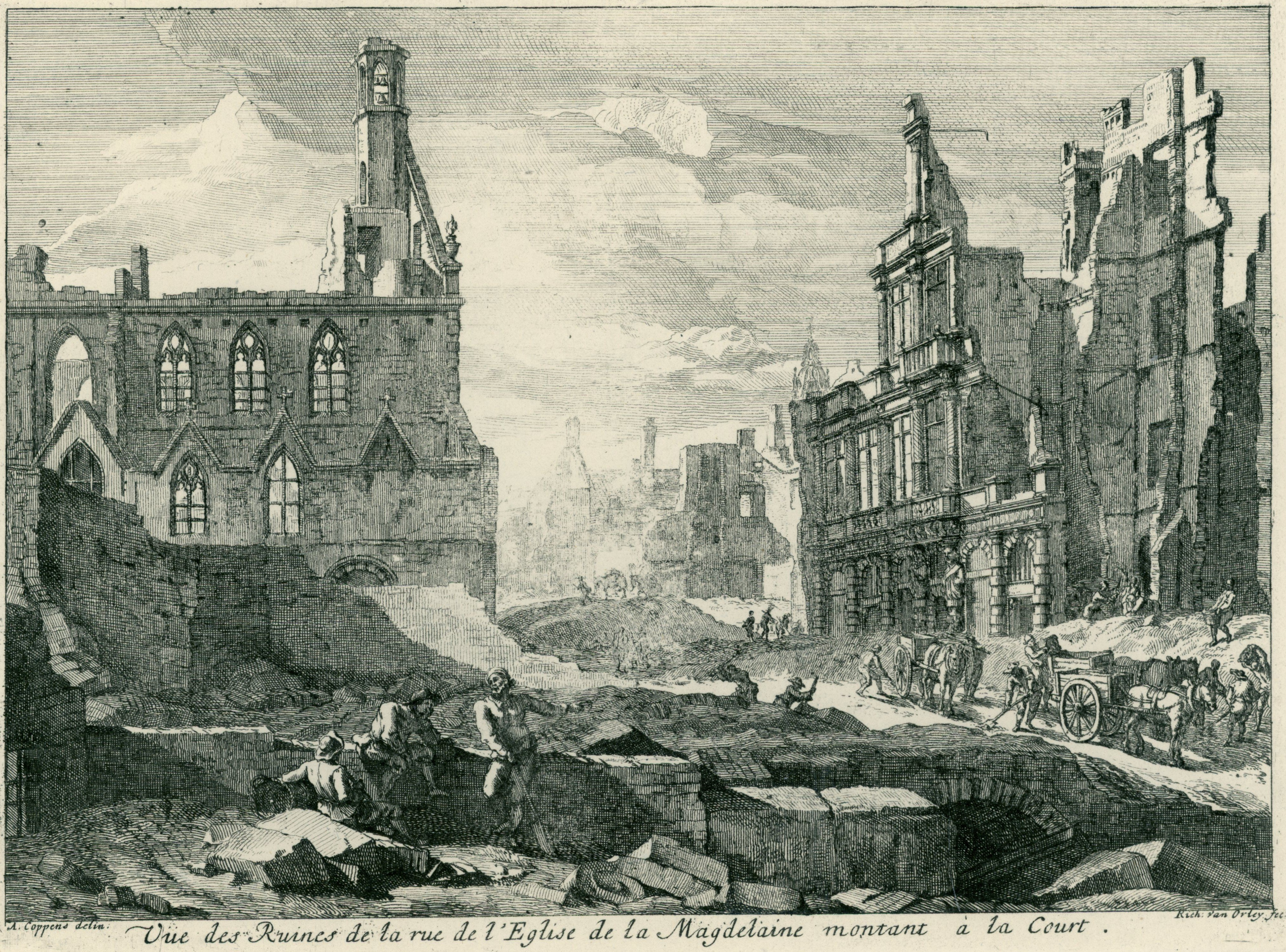
De Magdalenakerk in de Magdalenasteenweg.